# Аленпорт (округ Хантингдон, Пенсилванија)
Аленпорт (енгл. Allenport, Huntingdon County) насељено је место без административног статуса у америчкој савезној држави Пенсилванија.

## Демографија
По попису из 2010. године број становника је 648.
| Група             | 2000.    | 2010.       |
| Белци             | 0 (0,0%) | 628 (96,9%) |
| Афроамериканци    | 0 (0,0%) | 6 (0,9%)    |
| Азијати           | 0 (0,0%) | 0 (0,0%)    |
| Хиспаноамериканци | 0 (0,0%) | 9 (1,4%)    |
| Укупно            | 0        | 648         |